# Хазард, Джон Ньюболд
Хазард Джон Ньюболд (англ. Hazard, John Newbold) (5 января 1909, Сиракьюс, штат Нью-Йорк — 11 апреля 1995, Манхэттен, Нью-Йорк), американский учёный-правовед, советолог, специалист по советскому государственному, уголовному и жилищному праву.

## Биография
В 1930 году окончил Йельский университет, продолжил образование в Гарвардском и Чикагском университетах. После окончания Гарвардской школы права (1934) в 1934—1937 учился в Московском юридическом институте (впоследствии — Институт государства и права АН СССР). В 1939 году был допущен к юридической практике в штате Нью-Йорк.
В 1941 году назначен заместителем директора советского отдела Администрации по осуществлению программы ленд-лиза (Lend-Lease Administration) в Вашингтоне, занимая это пост вплоть до окончания Второй мировой войны в 1945 году. Хазард сыграл важную роль в организации и координировании этой программы. В качестве эксперта по СССР сопровождал вице-президента США Генри Уоллеса в ходе его секретной поездки в Китай в мае 1944 года. Был советником американского обвинителя на Нюрнбергском процессе над главными нацистскими военными преступниками.
В 1941 году стал инициатором и в дальнейшем — редактором журнала «Slavonic Year-Book. American Series» (с 1943 года — «Slavonic and East European Review. American Series», с 1945 — «American Slavic and East European Review»).
С 1946 по 1977 год Хазард преподавал в Колумбийском университете. Стал одним из четырёх профессоров-основателей в 1946 году Русского института (Russian Institute), теперь известного под названием Институт Гарримана (англ. Harriman Institute), — первого специализированного академического центра по изучению России в США.
Действительный член Американского философского общества и других академических объединений.

## Избранная библиография
- Soviet Housing Law (1939)
- Recent Trends in the Treatment of Criminals in the U.S.S.R. (1939)
- Law and Social Change in the U.S.S.R. (1953)
- The Soviet System of Government (1957)
- Settling Disputes in Soviet Society: The Formative Years of Legal Institutions (1960)
- Soviet Nationality Problem (1964)
- Communists and Their Law (1969)
- Soviet Law and Western Legal Systems: A Manual for Comparison (1970)
- The Soviet Legal System: Fundamental Principles and Historical Commentary (1977)
- Managing Change in the U.S.S.R.: The Politico-Legal Role of the Soviet Jurist (1983)